# Dun-sur-Auron
Dun-sur-Auron település Franciaországban, Cher megyében. Lakosainak száma 3566 fő (2022. január 1.). Dun-sur-Auron Bussy, Cogny, Contres, Parnay, Saint-Denis-de-Palin, Saint-Germain-des-Bois, Verneuil és Vornay községekkel határos.

## Népesség
A település népességének változása:
| Lakosok száma | 3995 | 4238 | 4261 | 3821 | 4121 | 3971 | 3844 | 3655 | 3616 | 3566 |
|               | 1968 | 1982 | 1990 | 2006 | 2013 | 2015 | 2017 | 2019 | 2020 | 2022 |